# 星麻琴
星 麻琴（ほし まこと、1991年 - ）は、NHKのアナウンサー。

## 来歴
東京都出身。
実母は元TBSアナウンサーでフリーアナウンサーの三雲孝江、実父はプロデューサーの星勝幸、母方の祖父は産業経済新聞社で取締役を務めた三雲四郎。
慶應義塾中等部、慶應義塾女子高等学校、慶應義塾大学卒業。
大学時代はアミューズに所属してタレントとして活動。幼少期からテレビが好きで放送局に就職したいと思い、就職活動の際は全放送局の番組を観て新聞を読む。旅行が好きで旅行業界など様々な業種の採用に応募したが、次第にNHKが「ここが一番、自分らしく働けそう」と感じたという。アナウンサーを志してテレビ朝日アスクへ通い、母と同じTBSテレビを受験した際は不採用となった。
2014年4月に入局し、初任地の岡山放送局で3年、札幌放送局で2年、2019年3月から東京アナウンス室で勤務する。

## 人物・エピソード
- 趣味はゴルフ、スキー、旅行。
- 特技は料理。
- 好きな食べ物はリゾット、生ハム、スパゲッティ、スペアリブ。
- 大学4年時に半年間、ニューヨークの料理学校で寮生活をしていた[8]。英語も堪能である。

## 担当番組
岡山放送局時代（2014年度 - 2016年度）
- NHKニュースおはよう岡山
- 岡山ニュースもぎたて!（不定期・塩田慎二のキャスター代行など）
- 岡山ニュース845
- 岡山ラジオ・おかラジ!
- あさイチ（代理リポーター：2015年10月5日 - 9日）
- ニュースウオッチ9（鈴木奈穂子の夏期休暇中に代理キャスターを務めた田中泉の代理リポーター：2016年7月25日 - 7月29日）
- いのちのうた2016 （2016年10月9日）
- うまいッ!「ほのかな甘みとシャキシャキした食感パクチー〜岡山県岡山市〜」（2016年10月20日）

札幌放送局時代（2017年度 - 2018年度）
- NHKニュースおはよう北海道（キャスター：2017年4月3日 - 2019年3月15日）
- 北海道のニュース
- いくぞ〜!北の出会い旅（2017年6月30日 - 2019年2月8日）
- ニュースチェック11（スポーツキャスター）（大成安代休暇に伴う代理キャスター：2017年11月20日 - 11月24日）
- 一本の道「白い村から白い村へ〜スペイン・アンダルシア〜」（2018年2月27日）
- 旬感☆ゴトーチ!（2018年5月22日、23日） - 旭山動物園から徳井健太と共に中継。
- 2018年7月の豪雨発生時に岡山放送局へ応援派遣された。
- 首都圏ネットワーク（キャスター）（合原明子の代理キャスター：2018年8月27日 - 31日）[注釈 2]
- オシばん（キャスター）（合原明子の代理キャスター：2018年8月27日 - 31日）
- 北海道ライブ! 大泉洋が贈る 応援ソングばかりのスーパーステージ （司会：2019年1月8日）
- みんなで道フェス！2019（2019年2月23日、北海道内テレビ6局による合同制作の同時生放送特別番組）

東京アナウンス室時代（2019年度 - ）
- ニュースウオッチ9（2019年4月1日 - 2022年4月1日）（1度目）
  - 2019年4月1日 - 2022年4月1日：リポーター
  - 2021年4月29日 - 2022年4月1日：祝日メインキャスター（休止日を除く）[9]
  - 2019年9月16日 - 27日、2020年2月5日 - 12日、9月7日 - 11日・14日 - 18日：代理キャスター
- 今日は一日"ガンダム"三昧Z（進行：2020年5月6日）
- さわやか自然百景 （ナレーション：「和歌山 白崎海岸」2020年9月20日、「京都 鞍馬山」2021年1月24日）
- 令和3年「歌会始」（進行：2021年3月26日）
- NHKニュース7（上原光紀の代理キャスター：2021年11月17日、2022年2月15日 - 16日）（林田理沙の代理キャスター：2022年9月20日 - 21日、2023年3月1日 - 2日）
- 首都圏ニュース845（上原光紀の代理キャスター：2021年11月17日、2022年2月15日 - 16日）
- 第26回参議院議員通常選挙開票速報（サブキャスター）（2022年7月10日 - 11日）
- NHKスペシャルシリーズ・"中流危機"を超えて（キャスター：2022年9月18日 - ）
- 皇室この一年（ナレーション：2022年12月29日）
- 令和5年「歌会始」（進行：2023年1月18日）
- 六角精児の呑み鉄本線・日本旅 #30「春・きのくに線、紀州鉄道を呑む!」（ナレーション：2023年5月1日）
- 趣味の園芸 やさいの時間（「旬ベジ 二十四節気」MC、リポーター、ナレーター）
- 全国戦没者追悼式（進行：2023年8月15日）
- 六角精児の呑み鉄本線・日本旅 #32「夏・富山地方鉄道、黒部峡谷鉄道を呑む!」（ナレーション：2023年9月25日）
- 六角精児の呑み鉄本線・日本旅 #33「秋・根室本線を呑む!」（ナレーション：2023年11月13日）
- 日曜討論（司会：2022年4月3日 - 2024年3月31日）
- 明日をまもるナビ（ナレーター）
- ニュースウオッチ9（2024年4月1日 - ）（2度目）
  - 2024年4月1日 - ：メインキャスター

## タレント時代の出演作品

### DVD
- 『THE GAME 〜Boy’s Film Show〜2010』GAME02：ミラコー☆RPG（2010年12月17日）